# Vlotho
Vlotho [flo:to:] er en by i den tyske delstat Nordrhein-Westfalen i Regierungsbezirk Detmold (Ostwestfalen-Lippe) og tilhører kredsen Herford.